# Wynkyn de Worde

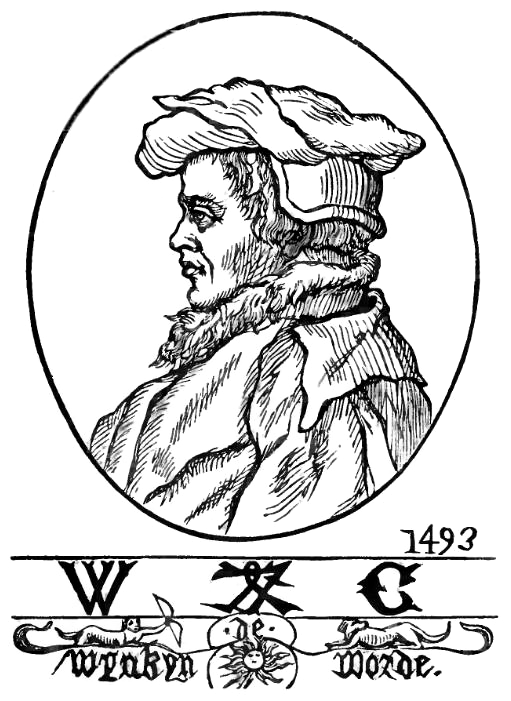

Wynkyn de Worde (originalmente Jan van Wynkyn) (m. 1534/5) fue un impresor conocido por su trabajo con William Caxton en Inglaterra; reconocido por ser el primero en popularizar el producto de la imprenta.
Nacido en Wörth, Alsacia, se cree que acompañó a Caxton tras su llegada a Inglaterra en 1476, y trabajó junto a él en Westminster. Tras la muerte de Caxton en 1491, de Worde asumió la imprenta. Desde entonces y hasta su muerte, de Worde publicó cerca de 750 libros, de los cuales sólo sobreviven algunas copias extremamente raras. En 1524, de Worde fue el primero en utilizar la letra itálica en Inglaterra, y su edición de 1495 del Polychronicon de Ranulf Higdon, fue la primera en utilizar tipos móviles para imprimir música. Se hace rico publicando libros escolares. Muere en 1535.

## Impresiones publicadas
- Vitae Sanctorum Patrum
- Bartholomaeus de Proprietatibus Rerum de John Trevisa
- Dives and Pauper
- The Book of St. Albans
- The Canterbury Tales
- Contemplacyon of sinners de William Touris
- Mandeville's Travels
- Beves of Hamtoun
- Guy of Warwick
- Robin Hood
- The Miracles of Our Lady
- The Rote or mirror of Consolation
- The Twelve profits of tribulation
- The Bowge of Court de John Skelton
- The History of the Three Kings of Cologne
- The Ship of Fools
- The World and the Child
- Gesta Romanorum

- Datos: Q725733
- Multimedia: Wynkyn de Worde / Q725733